# 望海的母親
《望海的母親》是一部台灣電影。

## 劇情簡介
|                    | 她是一個母親，最平凡也最不幸的那一個：交織著血、淚、汗，她等待了一生…… |
| ——引自電影海報標題 |                                                                        |

## 人物角色
| 角色名稱       | 演員         | 備註           |
| -------------- | ------------ | -------------- |
| 許東波         | (未出場)     | 阿甘婆老公     |
| 李甘妹(阿甘婆) | 陸小芬       | 寡婦           |
| 許春吉(阿吉)   | 陳維欣(童年) | 阿甘婆兒子     |
| 許春吉(阿吉)   | 齊秦 (少年)  | 阿甘婆兒子     |
| 湯碧雲(阿雲)   | 陳思萍       | 阿吉未婚妻     |
| 許金水         | 陳松勇       | 阿甘婆大伯     |
| 金水嬸         | 吳敏         | 阿甘婆妯娌     |
| 阿慶伯         | 金塗         | 資源回收場老闆 |
|                | 卓勝利       | 學校老師       |
| 王學廉         | 蔡政良       | 阿吉同學       |
| 趙老闆         | 勾峯         | 煙火廠老闆     |
| 阿輝           | 胖三         |                |

## 備註
1. ↑  香港電影票房 1986 〔華語電影〕 （页面存档备份，存于），香港電影票房全紀錄
2. ↑  1986年台灣票房 的存檔，存档日期2008-05-01.，台灣電影資料庫

## 外部連結
- 望海的母親（The Woman and The Sea），台灣電影資料庫
- 開眼電影網上《望海的母親》的資料（繁體中文）
- 香港影庫上《海潮的故事》的資料（繁體中文）
- 时光网上《望海的母親》的資料（简体中文）
- 豆瓣电影上《望海的母親》的資料 （简体中文）
- 互联网电影数据库（IMDb）上《望海的母親》的资料（英文）